# Trouxemil e Torre de Vilela
Trouxemil e Torre de Vilela est une paroisse civile portugaise (en portugais : freguesia) de la municipalité de Coimbra dans le district du même nom. Elle est créée en 2013, par fusion des paroisses de Trouxemil et Torre de Vilela.

## Géographie
Trouxemil e Torre de Vilela est située à quelques kilomètres au nord de Coimbra.
La paroisse est traversée par la Ribeira dos Fornos, un sous-affluent du Mondego.

## Histoire
La paroisse est créée par la loi no 11-A/2013 du 28 janvier 2013 portant réorganisation administrative du territoire des freguesias, en fusionnant les paroisses de Trouxemil et Torre de Vilela. Son nom officiel est União das Freguesias de Trouxemil e Torre de Vilela et son siège est fixé à Torre de Vilela.

## Démographie
Lors du recensement de 2021, Trouxemil e Torre de Vilela compte 3 659 habitants.